# Piz Schumbraida
Le Piz Schumbraida ou Monte Sumbraida est un sommet du massif de l'Ortles (Alpes rhétiques) à la frontière entre l'Italie et la Suisse. Il culmine à 3 124 mètres d'altitude.